# Commune rurale de Tammisaari
La commune rurale de Tammisaari (finnois : Tammisaaren maalaiskunta, abrev. Tammisaaren mlk, suédois : Ekenäs landskommun) est une ancienne municipalité de l'Uusimaa en Finlande.

## Histoire
Le 1er janvier 1977, la commune rurale de Tammisaari a fusionné avec Tammisaari, hormis  le village de Tvärminne qui a rejoint Hanko.
Au 1er janvier 1976, la superficie de la commune rurale de Tammisaari était de 125,8 km2 et au 31 décembre 1976 elle comptait 2 109 habitants.
Les municipalites voisines de la commune rurale de Tammisaari étaient Tammisaari, Bromarv, Karjaa, Pohja, Snappertuna et Tenala.
Depuis 2009, le territoire appartient à Raasepori.
Le Parc national de l'archipel d'Ekenäs est situé sur le territoire de l'ancienne commune rurale de Tammisaari.